# Skjolden
Skjolden is een plaats in de Noorse gemeente Luster bij het gebergte Breheimen in de provincie Vestland. Het ligt aan het begin van het Lustrafjord.
Skjolden ligt aan Riksveg 55, de Sognefjellsweg. Nabijgelegen plaatsen zijn Lom en Gaupne.
De filosoof Ludwig Wittgenstein woonde in Skjolden in de periode 1913-1914.

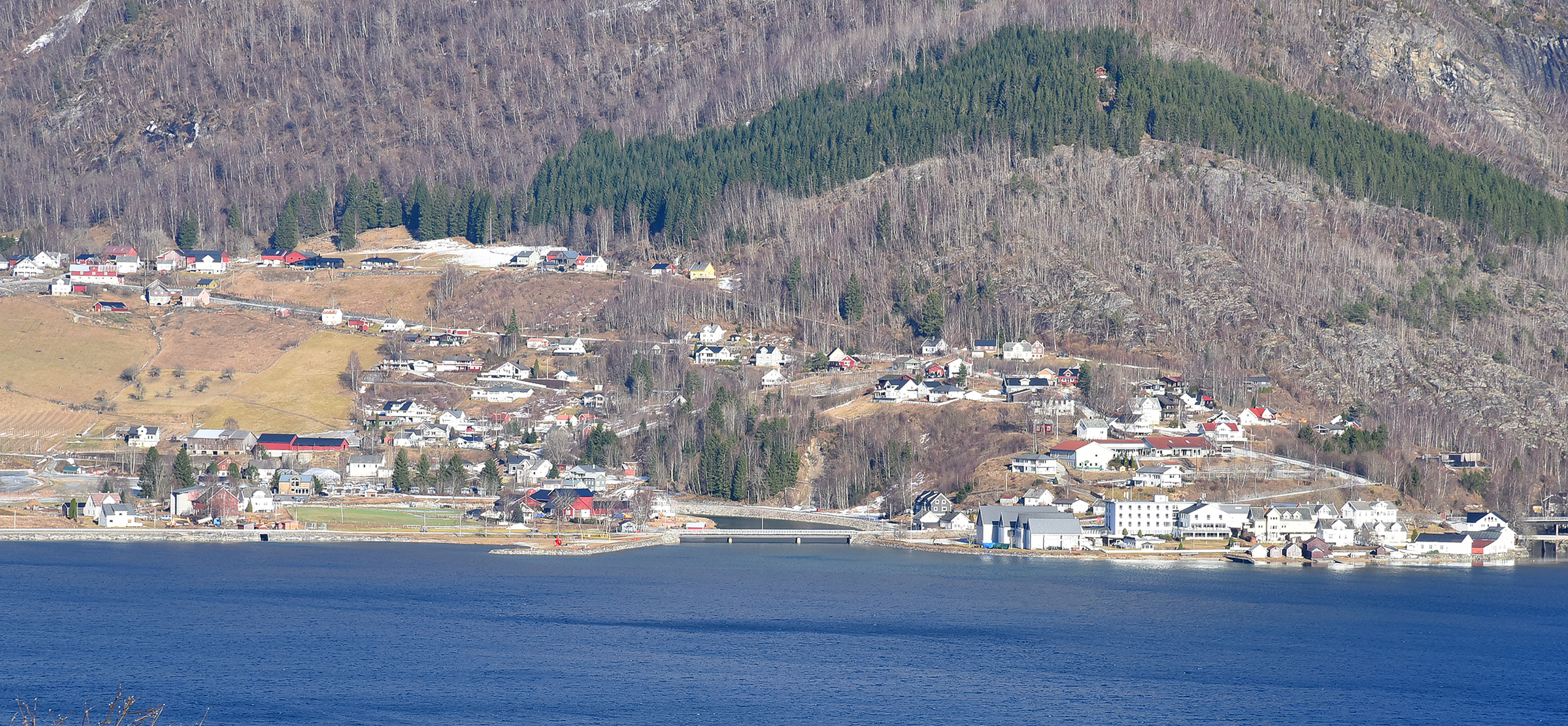
Skjolden, Maart 2024. Foto Vadim Chuprina